# Balla Keïta
Ne doit pas être confondu avec Balla Keita.
 (septembre 2021).
Si vous disposez d'ouvrages ou d'articles de référence ou si vous connaissez des sites web de qualité traitant du thème abordé ici, merci de compléter l'article en donnant les références utiles à sa vérifiabilité et en les liant à la section « Notes et références ».
Le général Balla Keïta est un officier général sénégalais, né le 25 avril 1956 à Malicounda Bambara, ayant exercé les fonctions de chef d'état-major de l'armée de terre, de directeur de l'Information et des Relations publiques des Armées et de commandant de secteur pour l’État du Darfour occidental dans le cadre de la Mission conjointe des Nations Unies et de l'Union africaine au Darfour.

## Formation
Il se présente au concours d'entrée[Quoi ?] à l'École militaire interarmes de Coëtquidan, à l'École militaire de Strasbourg[Quand ?].
Il est diplômé d’état-major du Command and General Staff College à Fort Leavenworth, États-Unis[Quand ?]. Balla Keïta y a partagé ses cours avec Paul Kagame qui deviendra Président de la république du Rwanda[réf. souhaitée].
Il intègre l'École supérieure de guerre en Allemagne[Quand ?].

## Carrière

### Armée sénégalaise
Il a été chef de corps du Bataillon des commandos à deux reprises.
Le 31 juillet 2002, le lieutenant-colonel Balla Keïta est nommé Directeur de l’information et des Relations publiques des Armées, en remplacement du colonel Aboubakrine Dièye, en mission à l’étranger.
Le 10 octobre 2003, le colonel Balla Keïta, précédemment Directeur de l’information et des Relations Publiques des Armées est nommé Commandant de la Zone militaire no 1, en remplacement du colonel Ibrahima Ndiaye, appelé à d’autres fonctions.
Le 19 septembre 2007, il est nommé Chef d'état-major de l'armée de terre en remplacement de Bakary Seck puis, en 2011 il est nommé Inspecteur général des Forces armées (IGFA)

### Missions onusiennes
Il devient commandant adjoint des Forces de la Mission des Nations unies au Darfour en 2013.
En novembre 2015 il est nommé Commandant des Forces de la Mission des Nations unies en Centrafrique (MINUSCA),. Son mandat est reconduit en 2019 mais il est remplacé par le général burkinabé Daniel Sidiki Traoré en 2020.

## Distinctions et décorations
Le Général Balla Keïta est titulaire de plusieurs décorations nationales et étrangères[Quoi ?].